# Đài Loan (Trung Quốc)
"Đài Loan (Trung Quốc) " hay "Đài Loan, Trung Quốc" là một thuật ngữ mang tính chính trị và không rõ ràng. Thuật ngữ này mang hàm ý mô tả Đài Loan và các đảo nhỏ xung quanh là một tỉnh của Trung Quốc. Tuy nhiên, thuật ngữ này trở nên mơ hồ kể từ năm 1949 khi cả hai nước "Trung Quốc" cùng tồn tại song song là Cộng hòa Nhân dân Trung Hoa và Trung Hoa Dân Quốc. Kể từ khi Trung Hoa Dân Quốc không còn kiểm soát Trung Quốc đại lục và sau đó thường được gọi thông dụng là Đài Loan trong khi Cộng hoà nhân dân Trung Hoa về sau thường được gọi một cách thông dụng là Trung Quốc, thì Đài Loan (Trung Quốc) trở thành một thuật ngữ dùng để ám chỉ tới Trung Hoa Dân Quốc/Đài Loan và coi lãnh thổ này thuộc chủ quyền của Cộng hòa Nhân dân Trung Hoa/Trung Quốc.
Việc sử dụng cụm từ trong các thông báo chính thức của chính phủ Trung Quốc như là một cách khẳng định rằng Trung Hoa Dân Quốc/"Đài Loan" nằm dưới chủ quyền của họ, và CHNDTH là chính phủ hợp pháp duy nhất của toàn Trung Quốc (bao gồm cả Đài Loan). Chính phủ Trung Hoa Dân Quốc tranh chấp trên lý thuyết vị trí hợp pháp tại Trung Quốc và cùng với nhiều công dân Trung Hoa Dân Quốc thì coi thuật ngữ này là không chính xác khi phủ nhận Trung Hoa Dân Quốc là một nhà nước có chủ quyền. Thuật ngữ này đặc biệt gây khó chịu cho những người Đài Loan ủng hộ Đài Loan độc lập và muốn tách Đài Loan ra khỏi Trung Quốc và bản sắc Trung Quốc. Tuy nhiên, một số người Đài Loan gốc Trung Quốc không phản đối thuật ngữ này, đặc biệt là những người tự xem mình là "người Trung Quốc" và ủng hộ thống nhất đất nước Trung Quốc.

## Sử dụng tại các quốc gia

### Tại Việt Nam
Tại Việt Nam, cụm từ Đài Loan (Trung Quốc) thường xuyên được sử dụng trong các văn bản chính thức và đôi khi là trong cả các sự kiện văn hóa, kinh tế và thể thao.. Khi Việt Nam cấp visa cho người dân Trung Hoa Dân Quốc thì vẫn sử dụng từ "Taiwan" (Đài Loan), nhưng khi cấp giấy miễn thị thực cho công dân Trung Hoa Dân Quốc lấy vợ hay chồng là công dân Việt Nam hoặc con cái của họ, thì ghi "Taiwan (China)", tức Đài Loan (Trung Quốc). Điều này thể hiện tính kiên trì của chính phủ Việt Nam đối với chính sách Một Trung Quốc.

## Sử dụng tại Liên Hợp Quốc
Thuật ngữ "Đài Loan, Tỉnh của Trung Quốc" cũng xuất hiện tại mã quốc gia ISO 3166-1 của Tổ chức tiêu chuẩn hoá quốc tế, ấn phẩm "UN Terminology Bulletin-Tên quốc gia", liệt kê Đài Loan là "Đài Loan, Tỉnh của Trung Quốc" vì sức ép của Trung Quốc lên Liên Hợp Quốc với vai trò là một thành viên của Hội đồng Bảo an Liên Hợp Quốc.